# Charmes, Aisne
Charmes là một xã ở tỉnh Aisne, vùng Hauts-de-France thuộc miền bắc nước Pháp.